# Station Calafell
Calafell is een station van lijn 2 van de Rodalies Barcelona.
Het is gelegen in de plaats gelijknamige plaats.
Het station is niet alleen maar bereikbaar per Rodalies. Mensen die gebruik willen maken van de Media Distancia of de Catalunya Express moeten in Vilanova overstappen.
Reizigers kunnen overstappen op de regionale bussen. Ook kan men gebruikmaken van de parkeerplaats, die in handen is van de spoorwegmaatschappij RENFE.

## Lijnen
| Eindbestemming         | Vorig station          | Lijn | Volgend station   | Eindbestemming    |
| ---------------------- | ---------------------- | ---- | ----------------- | ----------------- |
| Sant Vicenç de Calders | Sant Vicenç de Calders |      | Segur de Calafell | Granollers Centre |